# Sa Dragonera
Sa Dragonera („Drageøen“) er en ubeboet klippeø ud for vestkysten af den spanske middelhavsø Mallorca, som den er adskilt fra ved det 780 m brede sund, Canal des Freu. Dragonera hører som Mallorca til øgruppen Balearerne.
Øen Dragonera har et areal på 288 ha, en længde på 4,2 km og en bredde på op til 900 m. Administrativt tilhører Dragonera kommunen Andrach. På den højeste top, det 353 m høje Na Pòpia, står det tidligere fyrtårn, Far Vell, som giver højden dens andet navn: Puig des Far Vell.
Øen blev opkøbt allerede i 1987 af Mallorcas øforvaltning, og ved en beslutning fra Balearernes regering af 26. januar 1995 blev den sammen med småøerne Es Pantaleu og Illa Mitjana erklæret for Naturparken Sa Dragonera.

## Geografi

### Landskab
Når man ser på langs ad øen fra San Telmo, kan den faktisk godt ligne en drage: Mod sydvest ser man ved Cap des Llebeig hovedet liggende i vandet, en rygrad med „skællene“ Puig des Aucells (312 m) og Na Pòpia (353 m) og en blødt udløbende hale ved Cap de Tramuntana mod nordøst. 
Når man ser på tværs af øen, f.eks. fra nordøst, ligner den derimod en retvinklet trekant: Mens landet stiger stejlt, men dog gangbart fra sydøst, danner den åbne nordvestlige, havvendte side en stejl kyst, hvor klipperne står stejlt, for det meste lodret og visse steder overhængende i flere hundrede m højde over havet.

### Kulturgeografi
Fra naturhavnen Cala Lladó strækker der sig en lille dal op mod økanten. Her samler regnvandet sig, og her man har anlagt nogle dyrkbare terrasser. Resten af øen består af klippestrøet maki eller stejle stenskråninger. Nordsiden danner utilgængelige klippevægge.
En valanlagt vej fører nu til dags mod nordøst, mens en lille vej fører mod sydvest.

### Fauna
På Dragonera er der opstået en endemisk underart, Dragonera-firbenet (Podarcis lilfordi ssp. giglioli). Det er – ved siden af fødselshjælperfrøen – vel det eneste, landlevende hvirveldyr, som havde hjemme på øen allerede før menneskenes ankomst.
Det er også interessant at lægge mærke til Eleonorafalken (Falco eleonorae), som har sin største rugekoloni, som måske også er verdens største, på øens nordvestside. Vandrefalken (Falco peregrinus) ruger samme sted.
Indtil 1950’erne levede Middelhavs-munkesælen i grotterne på sydvestkysten. En hule nær ved Cala Lladó kaldes endnu – efter dyrets catalonske navn – „Cova des Vell Marí“.
Andre typiske dyrearter er:
- Middelhavssølvmåge (Larus michahellis)
- Sorthovedet sanger (Sylvia melanocephala)
- Rødhalsen (Erithacus rubecula)

### Flora
På Dragonera findes ca. 380 plantearter, dvs. ca. en fjerdedel af dem, som findes på resten af Balearerne. Circa 5 % er endemiske. 
Særligt de nordvestlige klippevægge – fugtige, solfattige og utilgængelige gennem århundreder for øens planteædere – er et refugium for mange plantearter, deriblandt enkelte endemiske.
Her vokser også en lavart, der tidligere var meget efterspurgt til stoffarvning, og som blev indhøstet af mallorkinerne med livet som indsats.
I de kyststriber, der er udsat for saltpåvirkning og bølgeslag, trives nogle tilpassede arter som, Strandfennikel (Crithmum maritimum). Endemisk for Naturparken Dragonera og den nærmeste kyst på Mallorca er Hindebægerarten Limonium dragonericum. Den kurvblomstrede Launaea cervicornis findes kun på Mallorca og Menorca.
Det meste af øens overflade er domineret af maki. Her findes f.eks. Rosmarin (Rosmarinus officinalis) vidt udbredt.

### Klima
Den gennemsnitlige nedbørsmængde ligger på 350 mm, som mest falder i månederne september – december.

## Historie
Der findes en romersk gravplads i omegnen Es Lladó, men ellers mangler der tegn på bebyggelse i oldtiden og forhistorisk tid.
Øen var gennem århundreder først og fremmest støttepunkt for sørøvere. I en hule fandt de en underjordisk sø, der lå 40 m dybere end huleindgangen. Der kunne de skaffe sig drikkevand, selv om det var lidt brakvandsagtigt. For at forhindre den trafik, lukkede man hulen med en kæmpestor klippeblok.
I det 18. århundrede byggede man to vagttårne, som skulle standse sørøverne. På samme tid lod den spanske konge et lille lystslot opføre på spidsen af øen. Den vej for æselkærrer, man anlagde op til slottet, er restaureret, og ad den vej kører øens besøgende, om end med mange sving, til øens spids.
Derefter var øen i lang tid stort set overladt til sig selv og blev til et hjemsted for fugle og krybdyr. Fyrtårnene i Tramuntana (mod nord) og Llebeig (i sydvest) blev taget i brug i 1910, og de erstattede dermed det gamle fyrtårn, Far Vell. Fra og med 1941 var der et mindre landbrug nær ved Cala Lladó, hvor det næsten ikke forstyrrede naturens liv.
I begyndelsen af 1970’erne nåede turismen til øen: Et bankenkonsortium opkøbte øen med det formål og lagde planer for bygning af flere, angiveligt naturnære feriebyer på øen. En lysbådehavn, en helikopterlandingsplads, et kasino og andre former for ”infrastruktur” skulle gøre idyllen fuldstændig. Selv om planerne allerede var godkendt, lykkedes det naturbeskyttere med bred støtte fra mallorkinerne at udsætte byggereiet igen og igen. Til sidst opkøbte ørådet Sa Dragonera, for at gøre øen til naturpark. Se Naturparken Sa Dragonera.

## Turistoplysninger
Man kan kun komme til Sa Dragonera med båd fra San Telmo og Puerto de Andrach og øen står under Naturbeskyttelse. Naturhavnen i Sa Dragonera ligger i bugten Cala Lladó. Tæt ved naturhavnen er der en lille rangerstation. Herfra udgår guided ture på spansk, men det er også muligt at opleve øen på egen hånd. Da der hverken findes restauranter, barer eller forretninger på øen, gør man klogt i at tænke på sin egen forplejning – specielt drikkevand – før man tager over på Sa Dragonera.

## Trivia
- Ved filmoptagelsen af romanen Evil under the sun af Agatha Christie vises øen som fiktiv skueplads for handlingen (som faktisk blev filmet på Mallorca og i et studie i London).

## Kort
- Instituto Geográfico Nacional: Mapa Topográfico Nacional de España 1:25000, blad 697-II og 697-IV